# E-meslam
E-meslam, traducido como Casa del Guerrero del Más Allá, fue un templo reformado y restaurado por Hammurabi en 1752 a. C., que se encontraba situado en la ciudad de Cutah. En él se rendía culto a Nergal, dios titular del Inframundo, aunque la tablilla BM 96952 recoge el nombre del dios Meslamtaea, que se identifica con Nergal.
Fue reconstruido en época neosumeria por el rey Shulgi (2094-2047 a. C.). Fue restaurado por el rey asirio Asurbanipal y más tarde por el rey caldeo Nabucodonosor II. Sobrevivió hasta el periodo seléucida.